# Sacombe
Sacombe est une paroisse civile et un village du Hertfordshire, en Angleterre.